# Huastec
El huastec o téenek és una llengua maia parlada a nord de la costa del golf de Mèxic, als estats de San Luis Potosí, Veracruz i Tamaulipas pels huastecs. És l'única llengua viva de la branca huasteca d'aquesta família lingüística. També és l'única que es troba fora del gran àmbit territorial de les llengües maies, és a dir, el sud-est de Mèxic, Guatemala i El Salvador. Les hipòtesis per explicar aquesta separació apunten a dues possibilitats: que abans de la separació lingüística, hi havia un corredor de llengua maia que ocupava tota la costa del golf, o bé; que fa uns tres mil anys, els parlants de l'antecessor del huastec van emigrar des de l'àrea nuclear maia cap al nord. En l'actualitat, el huastec té 173.233 parlants (més de 90.000 a San Luis Potosí i més de 50.000 a Veracruz).
El nom de l'idioma huasteco en la pròpia llengua és téenek, encara que generalment se'l coneix com a "huastec". Aquest és en realitat el nom nàhuatl.
Seguint l'estructura de les altres llengües maies, el huastec o "téenek" és una llengua ergativa, és a dir, un sistema on els verbs afegeixen sufixos i prefixos a una arrel per indicar persones (1a, 2a, o 3a), nombre (singular o plural), temps (acció perfecta o acció imperfecta) o altres característiques (participi gerundi).
S'emet un programa de ràdio en huastec en l'emissora XEANT-AM, amb base a Tancanhuitz de Santos, estat de San Luis Potosí, patrocinada per la CDI.

## Dialectes
El huastec té tres dialectes, que tenen una profunditat de temps de no més de 400 anys (Norcliffe 2003:3). Es parla en una regió del centre-est de Mèxic coneguda com la Huaxteca.
1. Occidental (Potosino) — 48.000 parlants a 9 viles a l'estat de San Luis Potosí: Ciudad Valles (Tantocou), Aquismón, Huehuetlán, Tancanhuitz, Tanlajás, San Antonio, Tampamolón, Tanquian, and Tancuayalab.
2. Central (Veracruz) — 22.000 parlants a 2 viles del nord de Veracruz: Tempoal i Tantoyuca.
3. Oriental (Otontepec) — 12.000 parlants a 7 viles al nord de Veracruz]]: Chontla, Tantima, Tancoco, Chinampa, Naranjos, Amatlán, i Tamiahua. També conegut com a huastec meridional. Ana Kondic (2012) informà només de 1.700 parlants als municipis de Chontla (San Francisco, Las Cruces, Arranca Estacas, i Ensinals), Chinampa, Amatlan, i Tamiahua.[2]

## Fonologia
En les següents taules es presenten els fonemes del huastec, acompanyats a l'esquerra pels seus equivalents símbols en l'ortografia maia.

### Vocals
|         | Anterior      | Central       | Posterior     |
| ------- | ------------- | ------------- | ------------- |
| Tancada | i [i] ii [iː] |               | u [u] uu [uː] |
| Mitjana | e [e] ee [eː] | ä [ə]         | o [o] oo [oː] |
| Oberta  |               | a [a] aa [aː] |               |

### Consonants
|            |            | Bilabial | Dental | Alveolar  | Palatal   | Velar   | Labiovelar | Glotal |
| ---------- | ---------- | -------- | ------ | --------- | --------- | ------- | ---------- | ------ |
| Oclusives  | Sordes     | p [p]    |        | t [t]     |           | k [k]   | kw [kʷ]    | ’ [ʔ]  |
| Oclusives  | Ejectives  |          |        | tʼ [tʼ]   |           | kʼ [kʼ] | kwʼ [kʼʷ]  |        |
| Oclusives  | Sonores    | b [b]    |        |           |           |         |            |        |
| Fricatives | Fricatives |          | th [θ] | s [s]     | x [ʃ]     |         |            | j [h]  |
| Africades  | Sordes     |          |        | tz [t͡s]   | ch [t͡ʃ]   |         |            |        |
| Africades  | Ejectives  |          |        | tzʼ [t͡sʼ] | chʼ [t͡ʃʼ] |         |            |        |
| Nasals     | Nasals     | m [m]    |        | n [n]     |           |         |            |        |
| Líquides   | Líquides   |          |        | l [l]     |           |         |            |        |
| Vibrants   | Vibrants   |          |        | r [r]     |           |         |            |        |
| Semivocals | Semivocals | w [w]    |        |           | y [j]     |         |            |        |

### Una llengua accentual
El huastec és una llengua accentual. L'accent cau en l'última vocal llarga de cada paraula. Si la paraula no té una vocal llarga, l'accent cau en la primera vocal.

## Numeració en huastec
0 - p'opo, ou
1 - jun
2 - tsaab, chaab
3 - oox
4 - tse', chee'
5 - bo'
6 - akak
7 - buk
8 - waxik
9 - beleju
10 - laju
11 - laju jun
12 - laju tsaab, laju chaab
13 - laju oox
14 - laju tse', laju chee'
15 - laju bo'
16 - laju akak
17 - laju buk
18 - laju waxik
19 - laju beleju
20 - jun inik
30 - jun inik k'al laju
40 - tsaab inik
50 - tsaab inik k'al laju
60 - oox inik
70 - oox inik k'al laju
80 - tse' inik
100 - bo' inik
120 - akak inik
140 - buk inik
160 - waxik inik
180 - beleju inik
200 - laju inik
300 - laju bo' inik